# 4-ジホスホシチジル-2-C-メチル-D-エリトリトール-2-リン酸
4-ジホスホシチジル-2-C-メチル-D-エリトリトール-2-リン酸（4-ジホスホシチジル-2-C-メチル-D-エリトリトール-2-リンさん、4-Diphosphocytidyl-2-C-methyl-D-erythritol 2-phosphate）は、非メバロン酸経路の中間生成物の一つ。4-(シチジン-5'-ジホスホ)-2-C-メチル-D-エリトリトールキナーゼ（CDP-MEキナーゼ）によって合成される。